# Бар, Эгон
Э́гон Бар (нем. Egon Bahr; 18 марта 1922, Треффурт, Тюрингия — 19 августа 2015, Берлин) — немецкий политик, член СДПГ. Автор ключевой идеи новой восточной политики правительства Вилли Брандта «Изменения путём сближения». В 1972—1974 годах — федеральный министр по особым поручениям, в 1974—1976 годах — федеральный министр по экономическому сотрудничеству.

## Биография
Родился в семье банковского служащего. Из-за еврейского происхождения бабушки ему не разрешили ни изучение музыки, ни обучение на пилота. В период с 1942 по 1944 годы солдатом воевал во Второй мировой войне. В 1944 начальство обнаружило у него еврейскую бабушку, его обвинили в том, что он проник в вермахт, скрыв этот факт, и как «неарийца» послали работать на оборонный завод.
После войны работал журналистом в Берлине в газетах Berliner Zeitung, Allgemeine Zeitung и Tagesspiegel. В 1950—1960 годах был главным комментатором и руководителем боннского бюро РИАС. В 1959 году был назначен пресс-атташе в посольстве ФРГ в Гане.
В 1956 году вступил в Социал-демократическую партию Германии. В 1960 году правящий бургомистр Берлина Вилли Брандт пригласил Эгона Бара на должность руководителя пресс-службы Западного Берлина, на которой он оставался вплоть до 1966 года.
В конце 1966 года вместе с Брандтом, ставшим министром иностранных дел ФРГ, переехал в Бонн, где занял пост советника министра и занимался детальной разработкой «Новой восточной политики» ФРГ, направленной на смягчение напряжения между странами Восточной и Западной Европы. В 1969 году Брандт, став федеральным канцлером, назначил его на пост государственного секретаря своей канцелярии. Для налаживания взаимного доверия между руководством СССР и ФРГ в 1969 году был налажен тайный канал связи, СССР представлял высокопоставленный сотрудник КГБ Вячеслав Кеворков, а Западную Германию — Бар. В результате деятельности этого канала был подготовлен Московский договор 1970 года, по которому ФРГ впервые признала нерушимость послевоенных границ в Европе.

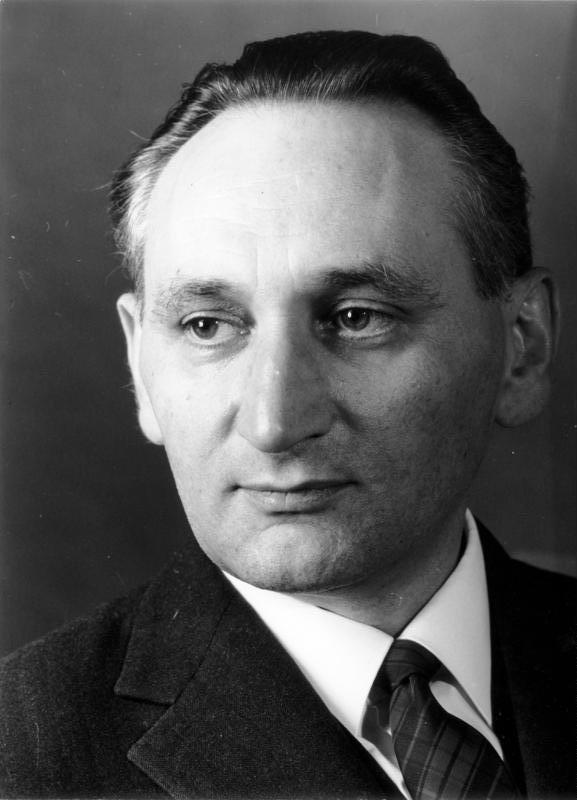
Эгон Бар в 1969 году

В 1972—1990 годах избирался депутатом бундестага. В 1972—1974 годах занимал пост федерального министра по особым поручениям, возглавлял делегацию ФРГ на переговорах по заключению Основополагающего договора между ГДР и ФРГ.
В 1974—1976 годах работал на должности федерального министра по экономическому сотрудничеству. В 1976—1982 годах был федеральным исполнительным секретарём СДПГ. Кроме того, с 1980 года он был членом Независимой комиссии по разоружению и безопасности под началом Улофа Пальме и одновременно с 1980 года являлся председателем подкомитета по вопросам разоружения и контроля над вооружениями в бундестаге.
В 1984—1994 годах был научным директором Института исследований проблем мира Гамбургского университета. С 1984 года являлся почетным профессором Гамбургского университета. Автор нескольких книг.

## Награды и звания
Кавалер Большого Креста со звездой и плечевой лентой ордена За заслуги перед ФРГ. Был удостоен  Командорского креста II степени Почётного знака «За заслуги перед Австрийской Республикой» (1963), Командор польского ордена Заслуг, Командор ордена Заслуг со звездой (Норвегия).
В 1976 году стал лауреатом Премии имени Теодора Хойа, а в 1982 году — Общественной премии имени Густава Хайнемана. В 2007 году был награждён премией Вилли Брандта немецко-норвежского Фонда имени Вилли Брандта, в 2009 году — Гёттингенской премией мира и Премией имени Марион Дёнхоф. В октябре 2008 года Международный институт Цитау присвоил ему степень за вклад в развитие европейского объединительного процесса. Лауреат Премии Штайгера (2011) и Тутцингского Льва Евангелической академии в Тутцинге (2013).
В 2013 году ему была присуждена Премия кайзера Отто.
Почетный гражданин Берлина (2002). В январе 2010 года он был награждён орденом «За заслуги» федеральной земли Северный Рейн-Вестфалия.